# Kibworth Harcourt
Kibworth ist ein Gebiet, das zu dem Bezirk Leicestershire in England gehört. Es besteht aus zwei Gemeinden, Kibworth Harcourt und Kibworth Beauchamp. Vor 1852 zählte die Gemeinde von Smeeton Westerby auch dazu. Kibworth Harcourt liegt neun Meilen südöstlich von Leicester.